# Клуб Дорожного профсоюза железнодорожников
Клуб Дорпрофсожа — здание в стиле конструктивизма, расположенное по адресу проспект Будённого, 32/3 в районе Соколиная гора в Восточном административном округе Москвы. Выявленный объект культурного наследия. Построен архитектором Георгием Гольцем в 1928—1930 годах. Протяжённое здание с ленточным остеклением имеет форму полумесяца и композиционно состоит из разнообразных форм, среди которых выделяются остеклённый цилиндр вестибюля и изогнутый навес. Здание было реконструировано в 1960-х годах. После клуба в здании располагался ДК имени Ленина Московско-Рязанской железной дороги. В современный период здание занял центр досуга и культуры «Соколиная гора».